# Mouvement rodriguais
Pour les articles homonymes, voir OPR.
Le Mouvement rodriguais, ou MR, est un parti politique mauricien créé en 1992 pour rompre avec l'unique représentation de l'île par le parti de l'Organisation du peuple rodriguais. La ligne du parti est plutôt proche du Fédéralisme. Sa devise est « Fraternité – Productivité – Méritocratie »
Lors de la élections législatives de 2014, le parti obtient 11 112 suffrages et ne remporte pas les 2 sièges au parlement réservés à la région autonome.
Depuis l'élection régionale de février 2017, le parti MR est minoritaire à l'assemblée régionale avec 7 sièges sur 21 face au parti majoritaire de l'OPR, qu'il a pourtant battu de 2006 à 2010.